# LaFleur
"LaFleur" es el octavo episodio de la quinta temporada de la serie de televisión Lost, de la cadena ABC. Fue escrito por los coproductores ejecutivos Elizabeth Sarnoff y Kyle Pennington y fue dirigido por Mark Goldman. Fue emitido el 4 de marzo de 2009 en Estados Unidos y Canadá.

## Trama
Se vuelve a lo ocurrido en "This Place is Death", un salto en el tiempo lleva a Sawyer (Josh Holloway), Juliet (Elizabeth Mitchell), Miles (Ken Leung), Faraday (Jeremy Davies) y Jin (Daniel Dae Kim) a la época en que una estatua gigante estaba erigida en la isla y aún no se había construido el pozo. Otro salto es provocado cuando Locke logró mover la rueda y otra vez aparece el pozo, pero tapado. Después de que Sawyer se resigna de que Locke se ha marchado regresan a donde esta Faraday. Juliet le pregunta donde esta Charlotte, Faraday entristecido le cuenta al resto que Charlotte murió y antes del último destello desapareció y que para ellos finalizaron los saltos en el tiempo. Cuando quiera que estén, en ese tiempo continuarán. Sawyer decide regresar a la playa pero Miles no está de acuerdo, ya que pueden ser atacados de nuevo, Juliet apoya a Sawyer argumentando que una vez sobrevivieron allí, así que de nuevo podrán hacerlo. 
El grupo es sorprendido por disparos, dos hombres están secuestando a una mujer y han matado a su compañero. Miles le pregunta a Faraday si deben entometerse lo cual le responde: "Lo hecho está hecho". Sawyer decidido a ayudar y le pide a Juliet que lo cubra para ayudar. Juliet mata a uno y Sawyer mata al otro. La mujer rescatada, Amy (Reiko Aylesworth), y su compañero muerto resultan ser integrantes de la Iniciativa Dharma, en tanto que sus captores eran nativos, dos de Los otros que mueren en el enfrentamiento. Amy después les cuenta que el hombre muerto era su esposo. Durante el camino, Sawyer les dice que no digan nada ya que va a inventar una historia para explicar cómo llegaron a la isla. Los conduce hacia Las Barracas, donde reside, y simula desactivar totalmente la barrera eléctrica, pero solamente ella pasa tranquilamente porque tiene tapones especiales en los oídos, mientras los demás quedan inconscientes.
Cuando Sawyer se despierta es interrogado por Horace Goodspeed (Doug Hutchison). Sawyer le inventa que su nombre es James LaFleur y que su grupo es parte de los sobrevivientes de un naufragio y que él todavía está buscando a los demás. Horace a su vez le dice que deben salir al día siguiente en un submarino que va buscar abastecimientos de Dharma, diciéndole que no están a la altura de la Iniciativa. 
Durante esa noche, el portavoz de Los Otros, Richard Alpert (Nestor Carbonell), se dirige a las barracas a reclamar porque la tregua con Dharma fue rota. Horace va con Sawyer y le dice que en dónde escondió los cuerpos. Sawyer va a hablar con Richard, le dice que fue él quien mató a los hombres porque iban a ejecutar a una mujer indefensa, y lo convence de abstenerse de atacar a Dharma. Richard piensa que es uno de los de DHARMA y le dice que si "sus amigos" saben lo que hizo. Sawyer le dice que sí enterró la bomba que decía Jughead y que hace 20 años un sujeto llamado Locke llegó diciendo que era su líder y desapareció frente a sus ojos. Al apreciar la habilidad de Sawyer, y desconociendo lo que habló con Alpert, Horace le permite al grupo de extraños quedarse dos semanas para buscar a sus demás tripulantes, cuando en realidad esperan el regreso de Locke. Sawyer le comunica a Juliet que les permitieron quedarse dos semanas pero Juliet desea irse de la isla. Sawyer la convence de que si se va no va a encontrar nada y que solo le pide dos semanas.
Tres años más tarde el grupo está trabajando en Dharma y vive en Las Barracas. Sawyer es el jefe de seguridad, mientras Jin continúa buscando a los que se fueron de la isla. Amy está embarazada y va a tener un hijo de su nuevo esposo Horacio; el parto ocurre dos semanas antes de lo previsto y se complica. Sawyer va en busca de Juliet para que la ayude porque no se ha manifestado como doctora en esa época; tiene éxito al recibir al bebé. Horace está estresado porque cree que Amy no olvida a Paul; al hombre que mataron Los Otros tres años antes. Sawyer lo tranquiliza diciéndole que de acuerdo con su experiencia, tres años son suficientes para olvidar a alguien. Sawyer va a su casa donde vive con Juliet, y se dicen que se aman. 
En la mañana Sawyer recibe una llamada urgente de Jin y va a reunirse con Kate (Evangeline Lilly), Jack (Matthew Shepard) y Hugo (Jorge Garcia).